# 1492 : Christophe Colomb (bande originale)
Pour les articles homonymes, voir 1492 (homonymie) et Christophe Colomb (homonymie).
Albums de Vangelis
Antarctica
(1983) Alexandre
(2004)
Singles
1. Conquest of Paradise
Sortie : 1992

La bande originale du film 1492 : Christophe Colomb de Ridley Scott a été composée, interprétée et produite en album en 1992 par Vangelis. Le morceau Conquest of Paradise, joué au synthétiseur et accompagné de chœurs, est le thème principal du film ; il est repris dans « Twenty eighth parallel » en version piano. Il est inspiré de La Folia, l'un des plus anciens thèmes musicaux européens, apparu probablement au XVe siècle au Portugal.
À noter que dans l'album, il manque le passage musical de la cérémonie où la Reine en se déplaçant, s'arrête et tend la main à Christophe Colomb.

## Liste des titres de l'album
Toute la musique est composée par Vangelis.
| 1.    | Opening                                  | 1:21  |
| 2.    | Conquest of Paradise                     | 4:30  |
| 3.    | Monastery of La Rabida                   | 3:24  |
| 4.    | City of Isabel                           | 2:08  |
| 5.    | Light and shadow                         | 3:31  |
| 6.    | Deliverance                              | 3:20  |
| 7.    | West across the ocean sea                | 2:44  |
| 8.    | Eternity                                 | 1:53  |
| 9.    | Hispaniola                               | 4:39  |
| 10.   | Moxica and the horse                     | 6:42  |
| 11.   | Twenty eighth parallel                   | 4:47  |
| 12.   | Pinta, Nina, Santa Maria (into eternity) | 12:37 |
| 54:46 |                                          |       |

## Certifications
| Pays        | Organisme  | Certification | Ventes    |
| ----------- | ---------- | ------------- | --------- |
| Autriche    | IFPI       | 2 × Platine   | 40 000    |
| Argentine   | CAPIF      | Platine       | 40 000    |
| Belgique    | IFPI       | Or            | 10 000    |
| Brésil      | ABPD       | Or            | 100 000   |
| France      | SNEP       | 2 × Platine   | 645 000   |
| Allemagne   | BVMI       | 5 × Or        | 1 250 000 |
| Pays-Bas    | NVPI       | 2 × Platine   | 140 000   |
| Norvège     | IFPI       | Platine       | 40 000    |
| Pologne     | ZPAV       | Or            | 50 000    |
| Espagne     | PROMUSICAE | 2 × Platine   | 160 000   |
| Suisse      | IFPI       | 2 × Platine   | 100 000   |
| Royaume-Uni | BPI        | Or            | 100 000   |

## Culture populaire
- Le morceau Light and shadow fut utilisé pour le générique de l'émission Deux mille ans d'histoire sur France Inter.